# 포인투유
포인투유(P2U)는 기업인 최병호가 개발한 엠스퀘어㈜의 실물경제 플랫폼으로 P2U코인 무료 채굴 및 결제하는 시스템을 제공한다.

## 상세
신용카드 또는 체크카드를 엠스퀘어마켓 앱에 등록 후 P2U상점에서 카드 결제시 결제대금의 100%에 해당하는 P2U 코인이 실시간으로 채굴된다. P2U코인은 포인투유에서 진행하는 경품이벤트 응모 및 대중적인 인기상품들을 최대30%~50% 저렴하게 구매할 수 있는 기회로 쓰이게 된다. 해당 기술은 카드 결제대금에 따른 암호화폐 적립 시스템이라는 특허에 의해 구현되었으며, 쇼핑몰에서 블로체인 기반의 암호화폐 결제 시스템 특허에 의해 결제가 구현된다. 상점을 이용한 후 카드결제 영수증을 확보하여 개인정보가 아닌 공공데이터인 사업자등록번호를 실시간으로 등록이 가능하며 등록 후 바로 카드결제 대금의 100%를 채굴할 수 있다.